# Eutelia oxylophoides
Eutelia oxylophoides là một loài bướm đêm trong họ Noctuidae.